# Liga mistrů OFC
Liga mistrů OFC (anglicky OFC Champions League) je každý rok konající se fotbalová soutěž pořádaná oceánskou konfederací OFC pro nejlepší kluby oceánských lig. Její vítěz postupuje na Mistrovství světa ve fotbale klubů.
První ročník se odehrál v roce 1987 pod názvem Oceania Club Championship (Klubové mistrovství Oceánie). Další ročník se odehrál až v roce 1999. Od roku 2005 se koná každoročně. V roce 2007 byl název změněn na OFC Champions League (Liga mistrů OFC).

## Jednotlivé ročníky

### Liga mistrů OFC
| Ročník            | Vítěz                                                                      | Skóre                                                                      | 2. místo                                                                   |
| ----------------- | -------------------------------------------------------------------------- | -------------------------------------------------------------------------- | -------------------------------------------------------------------------- |
| 2023 Detaily      | Auckland City FC Nový Zéland                                               | 4 - 2                                                                      | Suva FC Fidži                                                              |
| 2022 Detaily      | Auckland City FC Nový Zéland                                               | 3 - 0                                                                      | AS Vénus Francouzská Polynésie                                             |
| 2021 Detaily      | Soutěž byla zrušena kvůli pandemii covidu-19 v Oceánii; titul nebyl udělen | Soutěž byla zrušena kvůli pandemii covidu-19 v Oceánii; titul nebyl udělen | Soutěž byla zrušena kvůli pandemii covidu-19 v Oceánii; titul nebyl udělen |
| 2020 Detaily      | Soutěž byla zrušena kvůli pandemii covidu-19 v Oceánii; titul nebyl udělen | Soutěž byla zrušena kvůli pandemii covidu-19 v Oceánii; titul nebyl udělen | Soutěž byla zrušena kvůli pandemii covidu-19 v Oceánii; titul nebyl udělen |
| 2019 Detaily      | Hienghène Sport Nová Kaledonie                                             | 1 - 0                                                                      | AS Magenta Nová Kaledonie                                                  |
| 2018 Detaily      | Team Wellington Nový Zéland                                                | 10 - 3 cel. (6:0, 4:3)                                                     | Lautoka Fidži                                                              |
| 2017 Detaily      | Auckland City FC Nový Zéland                                               | 5 - 0 cel. (3:0, 2:0)                                                      | Team Wellington Nový Zéland                                                |
| 2016 Detaily      | Auckland City FC Nový Zéland                                               | 3 - 0                                                                      | Team Wellington Nový Zéland                                                |
| 2014/2015 Detaily | Auckland City FC Nový Zéland                                               | 2 - 1                                                                      | Team Wellington Nový Zéland                                                |
| 2013/2014 Detaily | Auckland City FC Nový Zéland                                               | 3 - 2                                                                      | Amicale FC Vanuatu                                                         |
| 2012/2013 Detaily | Auckland City FC Nový Zéland                                               | 2 - 1                                                                      | Waitakere United Nový Zéland                                               |
| 2011/2012 Detaily | Auckland City FC Nový Zéland                                               | 3 - 1                                                                      | AS Tefana Tahiti                                                           |
| 2010/2011 Detaily | Auckland City FC Nový Zéland                                               | 6 - 1                                                                      | Amicale FC Vanuatu                                                         |
| 2009/2010 Detaily | PRK Hekari United Papua Nová Guinea                                        | 4 - 2                                                                      | Waitakere United Nový Zéland                                               |
| 2008/2009 Detaily | Auckland City FC Nový Zéland                                               | 9 - 4                                                                      | Koloale FC Honiara Šalomounovy ostrovy                                     |
| 2007/2008 Detaily | Waitakere United Nový Zéland                                               | 6 - 3                                                                      | Kossa FC Šalomounovy ostrovy                                               |
| 2007 Detaily      | Waitakere United Nový Zéland                                               | 2 - 2 Venkovní góly                                                        | 4R Electrical Ba Fidži                                                     |

### Klubové mistrovství Oceánie
| Ročník            | Vítěz                          | Skóre               | 2. místo                             |
| ----------------- | ------------------------------ | ------------------- | ------------------------------------ |
| 2006 Detaily      | Auckland City FC (Nový Zéland) | 3 - 1               | AS Pirae (Francouzská Polynésie)     |
| 2004/2005 Detaily | Sydney FC (Austrálie)          | 2 - 0               | AS Magenta (Nouméa) (Nová Kaledonie) |
| 2000/2001 Detaily | Wollongong Wolves (Austrálie)  | 1 - 0               | Tafea FC (Vanuatu)                   |
| 1999 Detaily      | South Melbourne FC (Austrálie) | 5 - 1               | Nadi (Fidži)                         |
| 1987 Detaily      | Adelaide City (Austrálie)      | 1 - 1 Penalty 4 - 1 | Mount Wellington (Nový Zéland)       |